# Anastasija Tkaczuk
Anastasija Tkaczuk (ukr. Анастасія Ткачук; ur. 20 kwietnia 1993) – ukraińska lekkoatletka specjalizująca się w biegach średnich. 
Dotarła do półfinału biegu na 800 metrów podczas mistrzostw świata juniorów młodszych w 2009. Wygrała bieg na 1000 metrów w czasie kwalifikacji Europy do igrzysk olimpijskich młodzieży i zajęła podczas igrzysk młodzieży czwarte miejsce w tej konkurencji. W 2011 została w Tallinnie mistrzynią Europy juniorek w biegu na 800 metrów. Srebrna medalistka młodzieżowych mistrzostw Starego Kontynentu (2015).
Rekordy życiowe w biegu na 800 metrów: stadion – 2:00,21 (1 sierpnia 2015, Kirowohrad); hala – 2:01,57 (12 lutego 2017, Metz). Rezultat zawodniczki z Jałty (2:00,37) jest aktualnym rekordem Ukrainy juniorów.

## Osiągnięcia
| Rok  | Impreza                                               | Miejsce          | Konkurencja        | Pozycja    | Wynik   |
| ---- | ----------------------------------------------------- | ---------------- | ------------------ | ---------- | ------- |
| 2009 | Mistrzostwa świata juniorów młodszych                 | Tyrol Południowy | bieg na 800 m      | półfinał   | 2:13,24 |
| 2009 | Letni olimpijski festiwal młodzieży Europy            | Tampere          | bieg na 800 m      | 4. miejsce | 2:09,94 |
| 2010 | Kwalifikacje Europy do igrzysk olimpijskich młodzieży | Moskwa           | bieg na 1000 m     | 1. miejsce | 2:40,97 |
| 2010 | Igrzyska olimpijskie młodzieży                        | Singapur         | bieg na 1000 m     | 4. miejsce | 2:45,96 |
| 2011 | Mistrzostwa Europy juniorów                           | Tallinn          | bieg na 800 m      | 1. miejsce | 2:02,73 |
| 2013 | Młodzieżowe mistrzostwa Europy                        | Tampere          | bieg na 800 m      | 6. miejsce | 2:05,22 |
| 2013 | Młodzieżowe mistrzostwa Europy                        | Tampere          | sztafeta 4 × 400 m | 4. miejsce | 3:31,14 |
| 2014 | Mistrzostwa Europy                                    | Zurych           | bieg na 800 m      | eliminacje | 2:06,89 |
| 2015 | Młodzieżowe mistrzostwa Europy                        | Tallinn          | bieg na 800 m      | 2. miejsce | 2:00,43 |
| 2015 | Młodzieżowe mistrzostwa Europy                        | Tallinn          | sztafeta 4 × 400 m | 5. miejsce | 3:32,86 |
| 2015 | Superliga drużynowych mistrzostw Europy               | Czeboksary       | bieg na 800 m      | 3. miejsce | 2:00,72 |
| 2015 | Mistrzostwa świata                                    | Pekin            | bieg na 800 m      | eliminacje | 2:01,07 |
| 2016 | Halowe mistrzostwa świata                             | Portland         | bieg na 800 m      | eliminacje | 2:02,60 |
| 2016 | Mistrzostwa Europy                                    | Amsterdam        | bieg na 800 m      | półfinał   | 2:01,91 |
| 2017 | Halowe mistrzostwa Europy                             | Belgrad          | bieg na 800 m      | półfinał   | 2:05,78 |